# Michel Bréal
Michel Jules Alfred Bréal (Landau in der Pfalz, 26 de març de 1832 - París, 25 de novembre de 1915) fou un lingüista francès, considerat el pare de la semàntica moderna. Incidentalment, és també qui donà el 1894 al seu amic Pierre de Coubertin la idea per a la creació de la prova olímpica de la marató.

## Vida i obra
De família jueva, Bréal va passar els primers anys de la seva vida a Landau. Va estudiar a l'École Normale Supérieure a París (1852–1855), on descobrí la lingüística històrica i comparada. El 1857 va viatjar a Berlín on va estudiar dos anys sànscrit amb Albrecht Weber i lingüística comparada amb Franz Bopp; va ser el traductor de l'obra principal de Bopp Vergleichende Grammatik des Sanskrit, Send, Armenischen, Griechischen, Lateinischen, Litauischen, Altslavischen, Gothischen und Deutschen al francès. De retorn a París va treballar a la biblioteca imperial (Bibliothèque Impériale, futura Biblioteca Nacional de França). Va esdevenir professor de lingüística comparada al Collège de France (1866–1905) i a l'École Pratique des Hautes Études. Fou un dels fundadors, el 1866, de la "Société de Linguistique de Paris" i editor de la Revue critique d'histoire et de littérature. De 1879 a 1888 va ser inspector general de l'ensenyament públic superior (Inspecteur général de l'Instruction publique pour l'Enseignement supérieur). Esdevingué membre de l'Académie des inscriptions et belles-lettres el 1875. El 1890 va ser fet comandant de la Legió d'Honor.

## Publicacions més importants
- L'Étude des Origines de la Religion Zoroastrienne, 1862
- Hercule et Cascus, 1863
- Le Mythe d'Oedipe, 1864
- Les Tables Eugubines, 1875
- Mélanges de Mythologie et de Linguistique, 1882
- Leçons de Mots, 1882, 1886
- Dictionnaire Étymologique Latin, 1885
- Grammaire Latine, 1890
- Essai de Sémantique: science des significations, 1897. N'existeix traducció a l'espanyol, reeditada el 2001 Ensayo de semántica (Pamplona, editorial Analecta)
- Deux études sur Goethe: Un officier de l'ancienne France, Les personnages originaux de la « Fille naturelle ». Paris: Hachette 1898
- Pour mieux connaître Homère. Paris: Hachette 1906

### Traducció
- Grammaire comparée des langues indo-européennes : comprenant le sanscrit, le zend, l'arménien, le grec, le latin, le lithuanien, l'ancien slave, le gothique et l'allemand par M. François Bopp, traduite sur la deuxième édition et précédée d'introductions par M. Michel Bréal. París: Imprimerie Imperiale, 1868